# Elliot Brew
Elliot Brew is een Belgisch bier van hoge gisting.
Het bier wordt gebrouwen door De Struise Brouwers, Oostvleteren. Het is een rood-amber Imperial IPA met een alcoholpercentage van 9%. Met een bitterheid van 163 EBU is dit een van de bitterste bieren in België.